# Puchar Kontynentalny 2018/2019
22. edycja Pucharu Kontynentalnego rozgrywana była od 28 września 2018 roku do 13 stycznia 2019 roku.
Ostateczne miejsca rozgrywanych turniejów zostały potwierdzone w Budapeszcie. Do rozgrywek przystąpił zespół aktualnego wicemistrza Polski – GKS Katowice, który rozpoczął rywalizację od III rundy i wystąpił w Superfinale.

## Uczestnicy
| Runda          | Data                    | Grupa   | Miejsce                                 | Drużyna                                                                  |
| -------------- | ----------------------- | ------- | --------------------------------------- | ------------------------------------------------------------------------ |
| Pierwsza runda | 28-30 września 2018     | Grupa A | Zimowy Pałac Sportu · Sofia · Bułgaria  | SK Irbis-Skate HC Bat Yam Zeytinburnu Belediyespor Skautafélag Akureyrar |
| Druga runda    | 19–21 października 2018 | Grupa B | Arena Ritten · Ritten · Włochy          | Ritten Sport MAC Budapeszt Acroni Jesenice KHK Crvena zvezda             |
| Druga runda    | 19–21 października 2018 | Grupa C | Kurbads Ledus Halle · Ryga · Łotwa      | HK Kurbads Donbas Donieck CHH Txuri Urdin Skautafélag Akureyrar          |
| Trzecia runda  | 15–18 listopada 2018    | Grupa D | Charlemagne Arena Lyon · Lyon · Francja | Lyon Lions HK Homel Arłan Kokczetaw HK Kurbads                           |
| Trzecia runda  | 15–18 listopada 2018    | Grupa E | SSE Arena · Belfast · Wielka Brytania   | Belfast Giants GKS Katowice KHL Medveščak Zagrzeb Ritten Sport           |
| Superfinał     | 11–13 stycznia 2019     | Grupa F | SSE Arena · Belfast · Wielka Brytania   | Belfast Giants GKS Katowice HK Homel Arłan Kokczetaw                     |

## I runda

### Grupa A
Tabela

| Lp. | Zespół                   | M | Pkt | Z | WpD | PpD | P | G+ | G- | +/− |
| --- | ------------------------ | - | --- | - | --- | --- | - | -- | -- | --- |
| 1   | Skautafélag Akureyrar    | 3 | 8   | 2 | 1   | 0   | 0 | 13 | 5  | +8  |
| 2   | SK Irbis-Skate           | 3 | 7   | 2 | 0   | 1   | 0 | 17 | 8  | +9  |
| 3   | Zeytinburnu Belediyespor | 3 | 3   | 1 | 0   | 0   | 2 | 7  | 11 | -4  |
| 4   | HC Bat Yam               | 3 | 0   | 0 | 0   | 0   | 3 | 1  | 14 | -13 |

Wyniki
| 28 września 2018 | Zeytinburnu Belediyespor | 4:0 | HC Bat Yam | Zimowy Pałac Sportu, Sofia |

| Szczegóły      | Szczegóły                                                                             | Szczegóły       | Szczegóły   | Szczegóły                                                                                        |
| -------------- | ------------------------------------------------------------------------------------- | --------------- | ----------- | ------------------------------------------------------------------------------------------------ |
| Godzina: 16:00 | S. Gümüş (EQ) 17:37 Y. Halil (PP) 25:25 Y. Halil (EQ) 26:47 S. Czernienko (PP2) 48:34 | (1:0, 2:0, 1:0) |             | Widzów: 50 Sędzia główny: Niclas Lundsgaard Sędziowie liniowi: Kirił Pejczinow Łuczezar Stojanow |
| Godzina: 16:00 | 12 min. kar                                                                           |                 | 16 min. kar | Widzów: 50 Sędzia główny: Niclas Lundsgaard Sędziowie liniowi: Kirił Pejczinow Łuczezar Stojanow |

| 28 września 2018 | Skautafélag Akureyrar | 5:4 pk. | SK Irbis-Skate | Zimowy Pałac Sportu, Sofia |

| Szczegóły      | Szczegóły | Szczegóły                 | Szczegóły                                                                                | Szczegóły                                                                                        |
| -------------- | --- | ------------------------- | ---------------------------------------------------------------------------------------- | ------------------------------------------------------------------------------------------------ |
| Godzina: 20:00 | R. F. Runarsson (EQ) 17:04 I. T. Jonsson (PP) 18:52 S. R. Sveinsson (EQ) 35:02 H. Sigrunarson (EQ) 41:42 T. Stuart-Dant (SO) 65:00 | (2:2, 1:0, 1:2, 0:0, 1:0) | 12:07 (PP2) E. Orłow 12:44 (PP2) M. Perminow 47:55 (PP) S. Muhaczew 58:51 (EA) A. Tjurin | Widzów: 563 Sędzia główny: Anton Hładczenko Sędziowie liniowi: Martin Bojadżiew Wasilij Wasiliew |
| Godzina: 20:00 | 12 min. kar |                           | 18 min. kar                                                                              | Widzów: 563 Sędzia główny: Anton Hładczenko Sędziowie liniowi: Martin Bojadżiew Wasilij Wasiliew |

| 29 września 2018 | SK Irbis-Skate | 8:1 | HC Bat Yam | Zimowy Pałac Sportu, Sofia |

| Szczegóły      | Szczegóły | Szczegóły       | Szczegóły             | Szczegóły                                                                                      |
| -------------- | --- | --------------- | --------------------- | ---------------------------------------------------------------------------------------------- |
| Godzina: 14:00 | A. Szewieliew (EQ) 06:49 S. Muhaczew (PP) 16:39 Juraj Dusicka (EQ) 23:29 A. Tjurin (EQ) 37:32 M. Perminow (EQ) 44:19 L. Bustin (EQ) 51:30 A. Szewieliew (EQ) 51:51 A. Tjurin (EQ) 54:20 | (2:1, 2:0, 4:0) | 03:27 (EQ) I. Spektor | Widzów: 250 Sędzia główny: Nebojsa Iwanow Sędziowie liniowi: Martin Bojadżiew Wasilij Wasiliew |
| Godzina: 14:00 | 10 min. kar |                 | 10 min. kar           | Widzów: 250 Sędzia główny: Nebojsa Iwanow Sędziowie liniowi: Martin Bojadżiew Wasilij Wasiliew |

| 29 września 2018 | Zeytinburnu Belediyespor | 1:6 | Skautafélag Akureyrar | Zimowy Pałac Sportu, Sofia |

| Szczegóły      | Szczegóły           | Szczegóły       | Szczegóły | Szczegóły                                                                                         |
| -------------- | ------------------- | --------------- | --- | ------------------------------------------------------------------------------------------------- |
| Godzina: 18:00 | Y. Halil (EQ) 32:29 | (0:2, 1:3, 0:1) | 05:12 (EQ) S. R. Sveinsson 11:56 (PP) I. T. Jonsson 22:53 (EQ) T. Stuart-Dant 36:13 (EQ) J. B. Gislason 39:17 (PP) J. Leifsson 57:23 (EQ) B. Gunnarsson | Widzów: 213 Sędzia główny: Niclas Lundsgaard Sędziowie liniowi: Kirił Pejczinow Łuczezar Stojanow |
| Godzina: 18:00 | 14 min. kar         |                 | 8 min. kar | Widzów: 213 Sędzia główny: Niclas Lundsgaard Sędziowie liniowi: Kirił Pejczinow Łuczezar Stojanow |

| 30 września 2018 | HC Bat Yam | 0:2 | Skautafélag Akureyrar | Zimowy Pałac Sportu, Sofia |

| Szczegóły      | Szczegóły   | Szczegóły       | Szczegóły                                        | Szczegóły                                                                                      |
| -------------- | ----------- | --------------- | ------------------------------------------------ | ---------------------------------------------------------------------------------------------- |
| Godzina: 14:00 |             | (0:0, 0:2, 0:0) | 21:20 (EQ) J. B. Gislason 30:31 (EQ) J. Leifsson | Widzów: 150 Sędzia główny: Nebojsa Iwanow Sędziowie liniowi: Martin Bojadżiew Wasilij Wasiliew |
| Godzina: 14:00 | 28 min. kar |                 | 4 min. kar                                       | Widzów: 150 Sędzia główny: Nebojsa Iwanow Sędziowie liniowi: Martin Bojadżiew Wasilij Wasiliew |

| 30 września 2018 | SK Irbis-Skate | 5:2 | Zeytinburnu Belediyespor | Zimowy Pałac Sportu, Sofia |

| Szczegóły      | Szczegóły | Szczegóły       | Szczegóły                                      | Szczegóły                                                                                        |
| -------------- | --- | --------------- | ---------------------------------------------- | ------------------------------------------------------------------------------------------------ |
| Godzina: 18:00 | S. Muhaczew (SH) 05:28 T. Georgiew (EQ) 06:57 L. Bustin (PP) 19:12 S. Muhaczew (EQ) 41:34 E. Orłow (EN) 57:05 | (3:1, 0:1, 2:0) | 16:34 (SH) S. Gümüş 39:16 (EQ) Max Dimitrovici | Widzów: 619 Sędzia główny: Anton Hładczenko Sędziowie liniowi: Kirił Pejczinow Łuczezar Stojanow |
| Godzina: 18:00 | 12 min. kar                                                                                                   |                 | 14 min. kar                                    | Widzów: 619 Sędzia główny: Anton Hładczenko Sędziowie liniowi: Kirił Pejczinow Łuczezar Stojanow |

## II runda

### Grupa B
Tabela

| Lp. | Zespół            | M | Pkt | Z | WpD | PpD | P | G+ | G- | +/− |
| --- | ----------------- | - | --- | - | --- | --- | - | -- | -- | --- |
| 1   | Ritten Sport      | 3 | 9   | 3 | 0   | 0   | 0 | 16 | 6  | +6  |
| 2   | Acroni Jesenice   | 3 | 4   | 1 | 0   | 1   | 1 | 6  | 11 | -5  |
| 3   | MAC Budapeszt     | 3 | 3   | 1 | 0   | 0   | 2 | 12 | 8  | +4  |
| 4   | KHK Crvena zvezda | 3 | 2   | 0 | 1   | 0   | 2 | 6  | 15 | -9  |

Wyniki
| 19 października 2018 | MAC Budapeszt | 8:0 | KHK Crvena zvezda | Arena Ritten, Ritten |

| Szczegóły      | Szczegóły | Szczegóły       | Szczegóły   | Szczegóły                                                                                              |
| -------------- | --- | --------------- | ----------- | --- |
| Godzina: 16:00 | B. Kreisz (EQ) 18:54 Ch. Langkow (PP) 23:12 J. Brown (EQ) 24:33 K. Dansereau (EQ) 25:21 T. Klempa (EQ) 28:52 M. Odnoga (EQ) 30:53 Ch. Bodó (EQ) 34:36 Ch. Langkow (PP) 52:47 | (1:0, 6:0, 1:0) |             | Widzów: 75 Sędzia główny: Maris Locans Alexei Roshchyn Sędziowie liniowi: Alessio Bedana Antonio Piras |
| Godzina: 16:00 | 8 min. kar |                 | 16 min. kar | Widzów: 75 Sędzia główny: Maris Locans Alexei Roshchyn Sędziowie liniowi: Alessio Bedana Antonio Piras |

| 19 października 2018 | Acroni Jesenice | 1:6 | Ritten Sport | Arena Ritten, Ritten |

| Szczegóły      | Szczegóły           | Szczegóły       | Szczegóły | Szczegóły |
| -------------- | ------------------- | --------------- | --- | --- |
| Godzina: 20:00 | L. Kalan (PP) 34:38 | (0:3, 1:3, 0:0) | 01:31 (PP) A. Lutz 09:00 (EQ) I. Lescovs 12:15 (EQ) A. Frei 20:36 (EQ) H. Eriksson 26:58 (PP) D. Tudin 28:51 (PP) D. Tudin | Widzów: 812 Sędzia główny: Stefan Siegel Tim Tzirtziganis Sędziowie liniowi: Matthias Cristeli Piero Giacomozzi |
| Godzina: 20:00 | 8 min. kar          |                 | 35 min. kar | Widzów: 812 Sędzia główny: Stefan Siegel Tim Tzirtziganis Sędziowie liniowi: Matthias Cristeli Piero Giacomozzi |

| 20 października 2018 | MAC Budapeszt | 3:4 | Acroni Jesenice | Arena Ritten, Ritten |

| Szczegóły      | Szczegóły                                                       | Szczegóły       | Szczegóły                                                                            | Szczegóły                                                                                                   |
| -------------- | --------------------------------------------------------------- | --------------- | ------------------------------------------------------------------------------------ | --- |
| Godzina: 16:00 | J. Brown (EQ) 21:15 K. Dansereau (EQ) 36:00 B. Orbán (EQ) 57:57 | (0:1, 2:2, 1:1) | 07:18 (EQ) G. Glavič 27:55 (EQ) B. Tomaževič 38:16 (PP) U. Sodja 53:15 (EQ) U. Sodja | Widzów: 120 Sędzia główny: Stefan Siegel Alexei Roshchyn Sędziowie liniowi: Alessio Bedana Piero Giacomozzi |
| Godzina: 16:00 | 10 min. kar                                                     |                 | 18 min. kar                                                                          | Widzów: 120 Sędzia główny: Stefan Siegel Alexei Roshchyn Sędziowie liniowi: Alessio Bedana Piero Giacomozzi |

| 20 października 2018 | Ritten Sport | 6:4 | KHK Crvena zvezda | Arena Ritten, Ritten |

| Szczegóły      | Szczegóły | Szczegóły       | Szczegóły                                                                             | Szczegóły                                                                                                   |
| -------------- | --- | --------------- | ------------------------------------------------------------------------------------- | --- |
| Godzina: 20:00 | S. Kostner (EQ) 00:29 D. Tudin (EQ) 03:08 K. Fink (EQ) 41:13 K. Lehtinen (EQ) 41:37 T. Spinell (PP) 48:38 T. Spinell (EQ) 51:19 | (2:1, 0:2, 4:1) | 12:56 (PP) M. Brkusanin 22:33 (EQ) A. Zwick 33:27 (EQ) M. Daniel 50:43 (EQ) M. Daniel | Widzów: 900 Sędzia główny: Maris Locans Tim Tzirtziganis Sędziowie liniowi: Matthias Cristeli Antonio Piras |
| Godzina: 20:00 | 2 min. kar |                 | 14 min. kar                                                                           | Widzów: 900 Sędzia główny: Maris Locans Tim Tzirtziganis Sędziowie liniowi: Matthias Cristeli Antonio Piras |

| 21 października 2018 | KHK Crvena zvezda | 2:1 pd. | Acroni Jesenice | Arena Ritten, Ritten |

| Szczegóły      | Szczegóły                                     | Szczegóły            | Szczegóły            | Szczegóły |
| -------------- | --------------------------------------------- | -------------------- | -------------------- | --- |
| Godzina: 14:00 | U. Novaković (PP) 54:39 B. Gaidash (EQ) 62:04 | (0:0, 0:0, 1:1, 1:0) | 45:53 (PP2) U. Sodja | Widzów: 51 Sędzia główny: Alexei Roshchyn Tim Tzirtziganis Sędziowie liniowi: Piero Giacomozzi Antonio Piras |
| Godzina: 14:00 | 10 min. kar                                   |                      | 8 min. kar           | Widzów: 51 Sędzia główny: Alexei Roshchyn Tim Tzirtziganis Sędziowie liniowi: Piero Giacomozzi Antonio Piras |

| 21 października 2018 | Ritten Sport | 4:1 | MAC Budapeszt | Arena Ritten, Ritten |

| Szczegóły      | Szczegóły                                                                       | Szczegóły       | Szczegóły          | Szczegóły                                                                                                 |
| -------------- | ------------------------------------------------------------------------------- | --------------- | ------------------ | --- |
| Godzina: 18:00 | A. Frei (EQ) 10:51 A. Frei (PP) 16:22 K. Fink (EQ) 30:29 K. Lehtinen (PP) 56:40 | (2:0, 1:1, 1:0) | 21:43 (PP) K. Nagy | Widzów: 825 Sędzia główny: Maris Locans Stefan Siegel Sędziowie liniowi: Alessio Bedana Matthias Cristeli |
| Godzina: 18:00 | 16 min. kar                                                                     |                 | 14 min. kar        | Widzów: 825 Sędzia główny: Maris Locans Stefan Siegel Sędziowie liniowi: Alessio Bedana Matthias Cristeli |

### Grupa C
Tabela

| Lp. | Zespół                        | M | Pkt | Z | WpD | PpD | P | G+ | G- | +/− |
| --- | ----------------------------- | - | --- | - | --- | --- | - | -- | -- | --- |
| 1   | HK Kurbads                    | 3 | 9   | 3 | 0   | 0   | 0 | 19 | 4  | +15 |
| 2   | Donbas Donieck                | 3 | 6   | 2 | 0   | 0   | 1 | 13 | 7  | +6  |
| 3   | Skautafélag Akureyrar         | 3 | 3   | 1 | 0   | 0   | 2 | 8  | 17 | -9  |
| 4   | CHH Txuri Urdin San Sebastian | 3 | 0   | 0 | 0   | 0   | 3 | 5  | 17 | -12 |

Wyniki
| 19 października 2018 | CHH Txuri Urdin San Sebastian | 2:6 | Donbas Donieck | Kurbads Ledus Halle, Ryga |

| Szczegóły      | Szczegóły                                   | Szczegóły       | Szczegóły | Szczegóły                                                                                         |
| -------------- | ------------------------------------------- | --------------- | --- | ------------------------------------------------------------------------------------------------- |
| Godzina: 15:30 | A. Arraras (EQ) 24:49 P. Alberdi (EQ) 25:36 | (0:2, 2:3, 0:1) | 02:53 (EQ) W. Czerdak 14:32 (EQ0 S. Kuźmik 21:54 (PP) I. Karanczuk 24:21 (EQ) N. Nowikow 29:39 (PP) W. Romanenko 40:18 (EQ) W. Czerdak | Widzów: 160 Sędzia główny: Đorđe Fazekaš Alex Lazzeri Sędziowie liniowi: Uldis Bušs Agris Ozoliņš |
| Godzina: 15:30 | 31 min. kar                                 |                 | 51 min. kar | Widzów: 160 Sędzia główny: Đorđe Fazekaš Alex Lazzeri Sędziowie liniowi: Uldis Bušs Agris Ozoliņš |

| 19 października 2018 | HK Kurbads | 9:2 | Skautafélag Akureyrar | Kurbads Ledus Halle, Ryga |

| Szczegóły      | Szczegóły | Szczegóły       | Szczegóły                                  | Szczegóły                                                                                             |
| -------------- | --- | --------------- | ------------------------------------------ | --- |
| Godzina: 19:30 | E. Homjakovs (EQ) 01:04 T. Hartmanis (EQ) 08:32 E. Homjakovs (EQ) 19:35 E. Homjakovs (PS) 25:23 M. Cipulis (EQ) 27:46 T. Hartmanis (EQ) 28:29 E. Homjakovs (EQ) 28:39 L. Rancevs (EQ) 49:00 T. Bluks (EQ) 50:03 | (3:0, 4:1, 2:1) | 38:17 (EQ) J. Sipponen 50:55 (EQ) M. Laine | Widzów: 173 Sędzia główny: Miha Bajt Márk Kókai Sędziowie liniowi: Andrejs Jakovļevs Viesturs Lēvalds |
| Godzina: 19:30 | 4 min. kar |                 | 4 min. kar                                 | Widzów: 173 Sędzia główny: Miha Bajt Márk Kókai Sędziowie liniowi: Andrejs Jakovļevs Viesturs Lēvalds |

| 20 października 2018 | Donbas Donieck | 6:3 | Skautafélag Akureyrar | Kurbads Ledus Halle, Ryga |

| Szczegóły      | Szczegóły | Szczegóły       | Szczegóły                                                              | Szczegóły                                                                                           |
| -------------- | --- | --------------- | ---------------------------------------------------------------------- | --------------------------------------------------------------------------------------------------- |
| Godzina: 14:00 | Ilja Smirnow (EQ) 01:49 A. Deniskin (EQ) 28:41 I. Karanczuk (EQ) 44:26 S. Karpenko (EQ) 55:38 W. Kiruszczankau (EQ) 55:53 U. Hanczarou (EN) 59:22 | (1:1, 1:1, 4:1) | 02:37 (EQ) J. Sipponen 20:46 (EQ) T. Stuart-Dant 53:56 (EQ) K. Árnason | Widzów: 75 Sędzia główny: Márk Kókai Alex Lazzeri Sędziowie liniowi: Viesturs Lēvalds Agris Ozoliņš |
| Godzina: 14:00 | 0 min. kar |                 | 20 min. kar                                                            | Widzów: 75 Sędzia główny: Márk Kókai Alex Lazzeri Sędziowie liniowi: Viesturs Lēvalds Agris Ozoliņš |

| 20 października 2018 | HK Kurbads | 8:1 | CHH Txuri Urdin San Sebastian | Kurbads Ledus Halle, Ryga |

| Szczegóły      | Szczegóły | Szczegóły       | Szczegóły              | Szczegóły                                                                                          |
| -------------- | --- | --------------- | ---------------------- | -------------------------------------------------------------------------------------------------- |
| Godzina: 18:00 | J. Sprukts (EQ) 03:29 M. Gipters (EQ) 06:20 M. Cipulis (EQ) 20:11 E. Homjakovs (PP) 22:32 M. Cipulis (EQ) 31:04 E. Homjakovs (PP) 34:07 A. Logunovs (EQ) 36:12 J. Štāls (EQ) 55:35 | (2:0, 5:1, 1:0) | 20:29 (PS) P. Macháček | Widzów: 750 Sędzia główny: Miha Bajt Đorđe Fazekaš Sędziowie liniowi: Uldis Bušs Andrejs Jakovļevs |
| Godzina: 18:00 | 10 min. kar |                 | 16 min. kar            | Widzów: 750 Sędzia główny: Miha Bajt Đorđe Fazekaš Sędziowie liniowi: Uldis Bušs Andrejs Jakovļevs |

| 21 października 2018 | Skautafélag Akureyrar | 3:2 | CHH Txuri Urdin San Sebastian | Kurbads Ledus Halle, Ryga |

| Szczegóły      | Szczegóły                                                               | Szczegóły       | Szczegóły                                   | Szczegóły                                                                                               |
| -------------- | ----------------------------------------------------------------------- | --------------- | ------------------------------------------- | --- |
| Godzina: 14:00 | H. Sigrúnarson (EQ) 25:45 J. Sipponen (EQ) 41:14 J. Leifsson (EQ) 43:52 | (0:0, 1:1, 2:1) | 32:10 (EQ) J. Muñoz 55:26 (PP) M. Jakovļevs | Widzów: 63 Sędzia główny: Márk Kókai Alex Lazzeri Sędziowie liniowi: Viesturs Lēvalds Andrejs Jakovļevs |
| Godzina: 14:00 | 10 min. kar                                                             |                 | 4 min. kar                                  | Widzów: 63 Sędzia główny: Márk Kókai Alex Lazzeri Sędziowie liniowi: Viesturs Lēvalds Andrejs Jakovļevs |

| 21 października 2018 | Donbas Donieck | 1:2 | HK Kurbads | Kurbads Ledus Halle, Ryga |

| Szczegóły      | Szczegóły               | Szczegóły       | Szczegóły                                   | Szczegóły                                                                                      |
| -------------- | ----------------------- | --------------- | ------------------------------------------- | ---------------------------------------------------------------------------------------------- |
| Godzina: 18:00 | D. Ihnatenko (PP) 49:49 | (0:0, 2:0, 0:1) | 25:43 (PP) M. Cipulis 30:04 (EQ) L. Rancevs | Widzów: 968 Sędzia główny: Miha Bajt Đorđe Fazekaš Sędziowie liniowi: Uldis Bušs Agris Ozoliņš |
| Godzina: 18:00 | 8 min. kar              |                 | 8 min. kar                                  | Widzów: 968 Sędzia główny: Miha Bajt Đorđe Fazekaš Sędziowie liniowi: Uldis Bušs Agris Ozoliņš |

## III runda

### Grupa D
Tabela

| Lp. | Zespół          | M | Pkt | Z | WpD | PpD | P | G+ | G- | +/− |
| --- | --------------- | - | --- | - | --- | --- | - | -- | -- | --- |
| 1   | Arłan Kokczetaw | 3 | 7   | 1 | 2   | 0   | 0 | 9  | 4  | +5  |
| 2   | HK Homel        | 3 | 6   | 2 | 0   | 1   | 0 | 8  | 6  | +2  |
| 3   | HK Kurbads      | 3 | 4   | 1 | 0   | 1   | 1 | 8  | 12 | -4  |
| 4   | Lyon Lions      | 3 | 1   | 0 | 0   | 2   | 1 | 4  | 7  | -3  |

Wyniki
| 16 listopada 2018 | HK Homel | 6:2 | HK Kurbads | Charlemagne Arena Lyon, Lyon |

| Szczegóły      | Szczegóły | Szczegóły       | Szczegóły                                   | Szczegóły |
| -------------- | --- | --------------- | ------------------------------------------- | --- |
| Godzina: 14:30 | J. Sałamonau (EQ) 03:29 M. Prus (EQ) 06:23 A. Kołasau (PP) 15:11 A. Syrej (PP2) 34:43 M. Susło (PP0 46:26 J. Chuziejew (EQ) 59:59 | (3:0, 1:2, 2:0) | 25:10 (PP) T. Bluks 32:23 (SH) E. Homjakovs | Widzów: 105 Sędzia główny: Paval Halas Jr Lukas Kohlmüller Sędziowie liniowi: Jérémie Douchy Guillaume Gielly |
| Godzina: 14:30 | 8 min. kar |                 | 36 min. kar                                 | Widzów: 105 Sędzia główny: Paval Halas Jr Lukas Kohlmüller Sędziowie liniowi: Jérémie Douchy Guillaume Gielly |

| 16 listopada 2018 | Lyon Lions | 1:2 pk. | Arłan Kokczetaw | Charlemagne Arena Lyon, Lyon |

| Szczegóły      | Szczegóły               | Szczegóły                 | Szczegóły                                    | Szczegóły |
| -------------- | ----------------------- | ------------------------- | -------------------------------------------- | --- |
| Godzina: 20:30 | A. Mickevičs (EQ) 32:33 | (0:1, 1:0, 0:0, 0:0, 2:3) | 02:53 (EQ) A. Pietrow 65:00 (SO) W. Malewicz | Widzów: 2 224 Sędzia główny: Krzysztof Kozłowski Miro Smerdelj Sędziowie liniowi: Gwilherm Margry Frédéric Peurière |
| Godzina: 20:30 | 6 min. kar              |                           | 12 min. kar                                  | Widzów: 2 224 Sędzia główny: Krzysztof Kozłowski Miro Smerdelj Sędziowie liniowi: Gwilherm Margry Frédéric Peurière |

| 17 listopada 2018 | Arłan Kokczetaw | 4:3 pd. | HK Kurbads | Charlemagne Arena Lyon, Lyon |

| Szczegóły      | Szczegóły                                                                                   | Szczegóły            | Szczegóły                                                           | Szczegóły |
| -------------- | ------------------------------------------------------------------------------------------- | -------------------- | ------------------------------------------------------------------- | --- |
| Godzina: 15:00 | J. Giewiel (EQ) 05:31 A. Nestierow (SH) 39:05 W. Malewicz (PP) 52:33 W. Malewicz (PP) 62:40 | (1:2, 1:0, 1:1, 1:0) | 05:12 (EQ) E. Sherbatov 15:46 (EQ) E. Brancis 59:36 (EQ) M. Cipulis | Widzów: 112 Sędzia główny: Lukas Kohlmüller Miro Smerdelj Sędziowie liniowi: Guillaume Gielly Frédéric Peurière |
| Godzina: 15:00 | 8 min. kar                                                                                  |                      | 37 min. kar                                                         | Widzów: 112 Sędzia główny: Lukas Kohlmüller Miro Smerdelj Sędziowie liniowi: Guillaume Gielly Frédéric Peurière |

| 17 listopada 2018 | HK Homel | 2:1 | Lyon Lions | Charlemagne Arena Lyon, Lyon |

| Szczegóły      | Szczegóły                                 | Szczegóły       | Szczegóły             | Szczegóły |
| -------------- | ----------------------------------------- | --------------- | --------------------- | --- |
| Godzina: 20:00 | M. Susło (EQ) 26:30 A. Żydkich (EQ) 40:31 | (0:1, 1:0, 1:0) | 07:17 (PP) M. Lavrovs | Widzów: 2 006 Sędzia główny: Paval Halas Jr Krzysztof Kozłowski Sędziowie liniowi: Jérémie Douchy Gwilherm Margry |
| Godzina: 20:00 | 12 min. kar                               |                 | 10 min. kar           | Widzów: 2 006 Sędzia główny: Paval Halas Jr Krzysztof Kozłowski Sędziowie liniowi: Jérémie Douchy Gwilherm Margry |

| 18 listopada 2018 | Arłan Kokczetaw | 3:0 | HK Homel | Charlemagne Arena Lyon, Lyon |

| Szczegóły      | Szczegóły                                                             | Szczegóły       | Szczegóły  | Szczegóły |
| -------------- | --------------------------------------------------------------------- | --------------- | ---------- | --- |
| Godzina: 14:00 | D. Potajczuk (EQ) 03:10 I. Guliakow (EQ) 08:29 I. Kiseliew (EQ) 21:33 | (2:0, 1:0, 0:0) |            | Widzów: 205 Sędzia główny: Lukas Kohlmüller Krzysztof Kozłowski Sędziowie liniowi: Guillaume Gielly Gwilherm Margry |
| Godzina: 14:00 | 4 min. kar                                                            |                 | 6 min. kar | Widzów: 205 Sędzia główny: Lukas Kohlmüller Krzysztof Kozłowski Sędziowie liniowi: Guillaume Gielly Gwilherm Margry |

| 18 listopada 2018 | HK Kurbads | 3:2 | Lyon Lions | Charlemagne Arena Lyon, Lyon |

| Szczegóły      | Szczegóły                                                             | Szczegóły       | Szczegóły                                  | Szczegóły |
| -------------- | --------------------------------------------------------------------- | --------------- | ------------------------------------------ | --- |
| Godzina: 18:00 | J. Redlihs (EQ) 18:33 E. Szerbatow (PP) 46:24 E. Homjakovs (EQ) 48:45 | (1:1, 0:0, 2:1) | 04:39 (EQ) R. Verbeek 58:43 (PP) K. Essery | Widzów: 1 452 Sędzia główny: Pavel Halas Jr Miro Smerdelj Sędziowie liniowi: Jérémie Douchy Frédéric Peurière |
| Godzina: 18:00 | 12 min. kar                                                           |                 | 10 min. kar                                | Widzów: 1 452 Sędzia główny: Pavel Halas Jr Miro Smerdelj Sędziowie liniowi: Jérémie Douchy Frédéric Peurière |

### Grupa E
Tabela

| Lp. | Zespół                | M | Pkt | Z | WpD | PpD | P | G+ | G- | +/− |
| --- | --------------------- | - | --- | - | --- | --- | - | -- | -- | --- |
| 1   | Belfast Giants        | 3 | 6   | 2 | 0   | 0   | 1 | 12 | 6  | +6  |
| 2   | GKS Katowice          | 3 | 6   | 2 | 0   | 0   | 1 | 10 | 5  | +5  |
| 3   | KHL Medveščak Zagrzeb | 3 | 6   | 2 | 0   | 0   | 1 | 6  | 7  | -1  |
| 4   | Ritten Sport          | 3 | 0   | 0 | 0   | 0   | 3 | 3  | 13 | -10 |

Wyniki
| 15 listopada 2018 | GKS Katowice | 4:0 | Ritten Sport | SSE Arena, Belfast |

| Szczegóły      | Szczegóły                                                                                      | Szczegóły       | Szczegóły  | Szczegóły                                                                                                 |
| -------------- | ---------------------------------------------------------------------------------------------- | --------------- | ---------- | --- |
| Godzina: 15:00 | T. Malasiński (EQ) 07:41 T. Malasiński (PP) 32:47 J. Rohtla (SH) 34:43 J. Laakkonen (EQ) 55:49 | (1:0, 2:0, 1:0) |            | Widzów: 200 Sędzia główny: Nicolas Cregut Maksim Rażkou Sędziowie liniowi: Nathan Carmichael Scott Rodger |
| Godzina: 15:00 | 12 min. kar                                                                                    |                 | 6 min. kar | Widzów: 200 Sędzia główny: Nicolas Cregut Maksim Rażkou Sędziowie liniowi: Nathan Carmichael Scott Rodger |

| 15 listopada 2018 | KHL Medveščak Zagrzeb | 0:4 | Belfast Giants | SSE Arena, Belfast |

| Szczegóły      | Szczegóły   | Szczegóły       | Szczegóły                                                                             | Szczegóły                                                                                                  |
| -------------- | ----------- | --------------- | ------------------------------------------------------------------------------------- | --- |
| Godzina: 19:00 |             | (0:1, 0:1, 0:2) | 19:45 (EQ) J. Vandermeer 25:32 (EQ) P. Dwyer 49:24 (EQ) D. Johner 58:45 (PP) P. Dwyer | Widzów: 2929 Sędzia główny: Siergiej Sobolew Gints Zviedrītis Sędziowie liniowi: Andrew Cook Robert Pullar |
| Godzina: 19:00 | 20 min. kar |                 | 22 min. kar                                                                           | Widzów: 2929 Sędzia główny: Siergiej Sobolew Gints Zviedrītis Sędziowie liniowi: Andrew Cook Robert Pullar |

| 16 listopada 2018 | GKS Katowice | 2:3 | KHL Medveščak Zagrzeb | SSE Arena, Belfast |

| Szczegóły      | Szczegóły                                        | Szczegóły       | Szczegóły                                                    | Szczegóły                                                                                               |
| -------------- | ------------------------------------------------ | --------------- | ------------------------------------------------------------ | --- |
| Godzina: 15:00 | M. Urbanowicz (EQ) 22:32 J. Laakkonen (EQ) 41:39 | (0:2, 1:0, 1:1) | 14:48 (PP) M. Aviani 16:48 (EQ) D. Brine 42:50 (EQ) Y. Sauvé | Widzów: 642 Sędzia główny: Maksim Rażkou Siergiej Sobolew Sędziowie liniowi: Robert Pullar Scott Rodger |
| Godzina: 15:00 | 12 min. kar                                      |                 | 20 min. kar                                                  | Widzów: 642 Sędzia główny: Maksim Rażkou Siergiej Sobolew Sędziowie liniowi: Robert Pullar Scott Rodger |

| 16 listopada 2018 | Belfast Giants | 6:2 | Ritten Sport | SSE Arena, Belfast |

| Szczegóły      | Szczegóły | Szczegóły       | Szczegóły                                | Szczegóły |
| -------------- | --- | --------------- | ---------------------------------------- | --- |
| Godzina: 19:00 | P. Dwyer (EQ) 08:20 B. Riley (EQ) 18:49 B. Riley (EQ) 21:32 F. Beauvillier (EQ) 33:09 D. Murphy (EQ) 45:01 J. Boxill (EQ) 51:30 | (2:2, 2:0, 2:0) | 10:03 (EQ) S. Kostner 10:37 (EQ) A. Frei | Widzów: 3 595 Sędzia główny: Nicolas Cregut Gints Zviedrītis Sędziowie liniowi: Nathan Carmichael Andrew Cook |
| Godzina: 19:00 | 37 min. kar |                 | 31 min. kar                              | Widzów: 3 595 Sędzia główny: Nicolas Cregut Gints Zviedrītis Sędziowie liniowi: Nathan Carmichael Andrew Cook |

| 17 listopada 2018 | Ritten Sport | 1:3 | KHL Medveščak Zagrzeb | SSE Arena, Belfast |

| Szczegóły      | Szczegóły               | Szczegóły       | Szczegóły                                  | Szczegóły |
| -------------- | ----------------------- | --------------- | ------------------------------------------ | --- |
| Godzina: 15:00 | T. Brighenti (PP) 53:42 | (0:1, 0:0, 1:2) | 05:16 (EQ) A. Manavian 42:32 (EQ) Y. Sauvé | Widzów: 578 Sędzia główny: Nicolas Cregut Siergiej Sobolew Sędziowie liniowi: Nathan Carmichael Robert Pullar |
| Godzina: 15:00 | 6 min. kar              |                 | 16 min. kar                                | Widzów: 578 Sędzia główny: Nicolas Cregut Siergiej Sobolew Sędziowie liniowi: Nathan Carmichael Robert Pullar |

| 17 listopada 2018 | Belfast Giants | 2:4 | GKS Katowice | SSE Arena, Belfast |

| Szczegóły      | Szczegóły                                | Szczegóły       | Szczegóły                                                                                | Szczegóły                                                                                               |
| -------------- | ---------------------------------------- | --------------- | ---------------------------------------------------------------------------------------- | --- |
| Godzina: 19:00 | J. Roach (EQ) 09:50 D. Murphy (EQ) 20:31 | (1:0, 1:2, 0:2) | 31:14 (PP) M. Łopuski 34:12 (EQ) J. Rohtla 44:29 (PP) M. Łopuski 59:09 (EN) J. Laakkonen | Widzów: 5 618 Sędzia główny: Maksim Rażkou Gints Zviedrītis Sędziowie liniowi: Andrew Cook Scott Rodger |
| Godzina: 19:00 | 37 min. kar                              |                 | 12 min. kar                                                                              | Widzów: 5 618 Sędzia główny: Maksim Rażkou Gints Zviedrītis Sędziowie liniowi: Andrew Cook Scott Rodger |

## Superfinał
Tabela

| Lp. | Zespół          | M | Pkt | Z | WpD | PpD | P | G+ | G- | +/− |
| --- | --------------- | - | --- | - | --- | --- | - | -- | -- | --- |
| 1   | Arłan Kokczetaw | 3 | 8   | 2 | 1   | 0   | 0 | 15 | 6  | +9  |
| 2   | Belfast Giants  | 3 | 7   | 2 | 0   | 1   | 0 | 11 | 5  | +6  |
| 3   | GKS Katowice    | 3 | 3   | 1 | 0   | 0   | 2 | 9  | 8  | +1  |
| 4   | HK Homel        | 3 | 0   | 0 | 0   | 0   | 3 | 2  | 18 | -16 |

Wyniki
| 11 stycznia 2019 | GKS Katowice | 2:4 | Arłan Kokczetaw | SSE Arena, Belfast |

| Szczegóły      | Szczegóły                                    | Szczegóły       | Szczegóły                                                                                        | Szczegóły                                                                                          |
| -------------- | -------------------------------------------- | --------------- | ------------------------------------------------------------------------------------------------ | -------------------------------------------------------------------------------------------------- |
| Godzina: 15:00 | N. Tuhkanen (PP2) 23:40 J. Rohtla (EQ) 27:16 | (0:3, 2:0, 0:1) | 11:44 (EQ) K. Sawienkow 14:13 (PP) S. Borowikow 18:00 (PP) D. Potajczuk 54:21 (EQ) D. Klemieszow | Widzów: 1004 Sędzia główny: Martin Frano Andreas Koch Sędziowie liniowi: Andrew Cook Robert Pullar |
| Godzina: 15:00 | 6 min. kar                                   |                 | 8 min. kar                                                                                       | Widzów: 1004 Sędzia główny: Martin Frano Andreas Koch Sędziowie liniowi: Andrew Cook Robert Pullar |

| 11 stycznia 2019 | Belfast Giants | 5:0 | HK Homel | SSE Arena, Belfast |

| Szczegóły      | Szczegóły | Szczegóły       | Szczegóły   | Szczegóły |
| -------------- | --- | --------------- | ----------- | --- |
| Godzina: 19:00 | D. Rutherford (EQ) 17:54 P. Dwyer (EQ) 21:58 D. Murphy (PP) 44:02 C. Shields (EQ) 50:20 Ch. Higgins (PP) 57:41 | (1:0, 1:0, 3:0) |             | Widzów: 3728 Sędzia główny: Alexandre Garon Ladislav Smetana Sędziowie liniowi: Martin Jobbagy Joep Leermakers |
| Godzina: 19:00 | 6 min. kar |                 | 10 min. kar | Widzów: 3728 Sędzia główny: Alexandre Garon Ladislav Smetana Sędziowie liniowi: Martin Jobbagy Joep Leermakers |

| 12 stycznia 2019 | Arłan Kokczetaw | 8:2 | HK Homel | SSE Arena, Belfast |

| Szczegóły      | Szczegóły | Szczegóły       | Szczegóły                                       | Szczegóły                                                                                                  |
| -------------- | --- | --------------- | ----------------------------------------------- | --- |
| Godzina: 15:00 | I. Kisielew (EQ) 05:11 D. Potajczuk (EQ) 07:53 W. Bierdnikow (EQ) 09:54 A. Ancyfierow (EQ) 11:42 D. Potajczuk (EQ) 25:03 A. Pietrow (PS) 26:45 A. Niestierow (EQ) 37:33 S. Borowikow (EQ) 49:00 | (4:0, 3:1, 1:1) | 30:35 (PP) A. Tocziłkin 59:56 (EQ) J. Sałamonau | Widzów: 1102 Sędzia główny: Gordon Schukies Ladislav Smetana Sędziowie liniowi: Robert Pullar Scott Rodger |
| Godzina: 15:00 | 6 min. kar |                 | 4 min. kar                                      | Widzów: 1102 Sędzia główny: Gordon Schukies Ladislav Smetana Sędziowie liniowi: Robert Pullar Scott Rodger |

| 12 stycznia 2019 | Belfast Giants | 4:2 | GKS Katowice | SSE Arena, Belfast |

| Szczegóły      | Szczegóły                                                                             | Szczegóły       | Szczegóły                                    | Szczegóły                                                                                                  |
| -------------- | ------------------------------------------------------------------------------------- | --------------- | -------------------------------------------- | --- |
| Godzina: 15:00 | D. Murphy (EQ) 17:07 D. Murphy (EQ) 31:14 C. Leonard (EQ) 40:15 D. Johner (PP2) 58:52 | (1:0, 1:2, 2:0) | 20:14 (EQ) J. Rohtla 39:51 (EQ) J. Laakkonen | Widzów: 4572 Sędzia główny: Alexandre Garon Andreas Koch Sędziowie liniowi: Martin Jobbagy Tornike Kuchava |
| Godzina: 15:00 | 10 min. kar                                                                           |                 | 48 min. kar                                  | Widzów: 4572 Sędzia główny: Alexandre Garon Andreas Koch Sędziowie liniowi: Martin Jobbagy Tornike Kuchava |

| 13 stycznia 2019 | HK Homel | 0:5 | GKS Katowice | SSE Arena, Belfast |

| Szczegóły      | Szczegóły   | Szczegóły       | Szczegóły | Szczegóły                                                                                            |
| -------------- | ----------- | --------------- | --- | --- |
| Godzina: 13:00 |             | (0:2, 0:2, 0:1) | 00:17 (EQ) M. Łopuski 13:19 (PP2) M. Łopuski 20:27 (PP) M. Łopuski 21:51 (EQ) M. Strzyżowski 58:15 (EQ) J. Jyrkkiö | Widzów: 726 Sędzia główny: Andreas Koch Ladislav Smetana Sędziowie liniowi: Andrew Cook Scott Rodger |
| Godzina: 13:00 | 28 min. kar |                 | 10 min. kar | Widzów: 726 Sędzia główny: Andreas Koch Ladislav Smetana Sędziowie liniowi: Andrew Cook Scott Rodger |

| 13 stycznia 2019 | Arłan Kokczetaw | 3:2 pk. | Belfast Giants | SSE Arena, Belfast |

| Szczegóły      | Szczegóły                                                             | Szczegóły                 | Szczegóły                                   | Szczegóły                                                                                                   |
| -------------- | --------------------------------------------------------------------- | ------------------------- | ------------------------------------------- | --- |
| Godzina: 17:00 | S. Jegorow (EQ) 11:51 W. Jermołajew (EQ) 18:08 J. Gasnikow (SO) 65:00 | (2:0, 0:0, 0:2, 0:0, 1:0) | 47:44 (EQ) Ch. Higgins 48:56 (EQ) D. Johner | Widzów: 4300 Sędzia główny: Martin Frano Gordon Schukies Sędziowie liniowi: Tornike Kuchava Joep Leermakers |
| Godzina: 17:00 | 8 min. kar                                                            |                           | 10 min. kar                                 | Widzów: 4300 Sędzia główny: Martin Frano Gordon Schukies Sędziowie liniowi: Tornike Kuchava Joep Leermakers |

### Indywidualne
- Klasyfikacja strzelców:  Mikołaj Łopuski (GKS Katowice),  Darcy Murphy (Belfast Giants),  Dmitrij Potajczuk (Arłan Kokczetaw)[2]
- Klasyfikacja asystentów:  Jesse Rohtla (GKS Katowice)[3]
- Klasyfikacja kanadyjska:  Jesse Rohtla (GKS Katowice)[4]
- Klasyfikacja skuteczności interwencji bramkarzy:  Tyler Beskorowany[5]
- Klasyfikacja średniej goli straconych na mecz bramkarzy:  Tyler Beskorowany

Nagrody
W turnieju finałowym przyznano nagrody indywidualne:
- Najlepszy bramkarz turnieju:  Tyler Beskorowany (Belfast Giants)
- Najlepszy obrońca turnieju:  Stanisław Borowikow (Arłan Kokczetaw)
- Najlepszy napastnik turnieju:  Darcy Murphy (Belfast Giants)